# イアン・スチュワート (ミュージシャン)
イアン・スチュワート（Ian Stewart、1938年7月18日 - 1985年12月12日）は、スコットランド出身の音楽家、ピアニスト、キーボーディスト。愛称は「スチュ」。6人目のストーンズとしても知られる。

## 人物
イギリスのロックバンド、ローリング・ストーンズの結成時メンバーの一人で、ピアノを担当。バンドの傍ら勤務していた化学メーカーの職場で公演の準備を行なったり、楽器運搬用の車を購入するなど、活動初期からバンドのマネジメントに携わっていた。しかし、プロデューサーのアンドリュー・ルーグ・オールダムの「スチュワートの容姿がバンドの雰囲気に合わない」という意見により、デビュー前にバンドを解雇される。この時にオールダムはロード・マネージャー及びピアノの録音ならばバンドに参加しても良いと持ち掛け、スチュワートはこれに従った。キース・リチャーズはバンドの著書において「スチュはそれが商業的な判断だと理解していたのか、あるいは立場が変わってもバンドに参加する事自体に変わりないと受け止めたのかも知れない。とにかく、俺が彼の立場なら返事は『ファック・ユー』だ。ところが彼は受け入れた。彼は最も大きな心を持っていたんだ」と語っている。
以降も裏方としてバンドを支え、セッション・ピアニストとしてもレコーディングや公演に参加、時にはメンバー間の軋轢を改善するなどメンバーからの信頼も厚く、「6人目のストーンズ」とも呼ばれた。ミック・ジャガーは「スチュは俺達が最も満足して欲しい男の1人だった。曲を書いてもリハーサルをしても、彼のOKが必要だったんだ」とコメントし、キース・リチャーズは自著にて「彼の人をまとめる能力と知識が無ければ、俺達はどこにも進めない」と述べている。スチュワートは、度々起きたメンバー間のトラブルをその都度仲を取り持つことで極力摩擦が起きないよう配慮していたが、1985年12月12日に心臓発作で死去。一説には、このことがメンバー間に大きな溝を作るきっかけとなったともいわれていて、これ以降、ミックとキースがメディアを通じて争うにまで発展していったことや、メンバー中一番の紳士として知られるチャーリー・ワッツがこの時期アルコール中毒に陥っていた際に両者を殴りつけるなど、それぞれに関係が悪化の一途を辿っているなどが挙げられる。
1981年には唯一となるソロ・アルバム『Rocket 88』を発表している。演奏そのものは収録曲中1曲ピアノで参加したのみであるが、自身の好きな音楽だけを徹底して追求して制作されたもので、全面的にプロデューサーとしての役割を強く持たせたリーダー・アルバムとなっている。このために結成されたバンドはスチュワート以外に、同じバンドメイトであるワッツ（ドラム）他、アレクシス・コーナー（ギター、ヴォーカル）やジャック・ブルース（ベース、ヴォーカル）などが参加。バンド名もRocket88となっていて、アルバム・ジャケットにはワッツが描いた絵が使われている。また、2012年にはスチュワートから影響されピアノを弾き始めたというベン・ウォーターズの呼びかけによって制作されたトリビュート・アルバム『ブギー・4・スチュ』が発売。このアルバムにはジャガー、リチャーズ、ワッツ、ロン・ウッド他、元メンバーだったビル・ワイマンのストーンズの面々が各曲に参加している(ただし全面的に参加したのはワッツのみ)。
また、ブライアン・ジョーンズ亡き後、スチュワートはフェイセズに参加したウッドにバンド加入の打診のため電話をするが、たまたまその電話を受けたロニー・レインに拒否されている。レインは長きに渡ってこの事をウッドには知らせていなかった。なおスチュアートとレインは親交が深く、レインのアルバムや公演に参加している。

## その他のエピソード
- ブライアン・ジョーンズとはストーンズ結成以前からの友人で、バンド結成を検討し始めたジョーンズの紹介で、スチュワートはジャガー及びリチャーズと知り合った。上記の理由で解雇が決まった時、告知をしたのはジョーンズだったといわれている。
- リチャーズによると、バンドが初めてのセッションを行うことになった時、スチュワートは誰よりも早くスタジオを訪れてピアノを練習していたという。ジョーンズに紹介されたばかりでお互い名前しか知らない中、演奏を止めて「君がチャック・ベリーのエキスパートかい?」とリチャーズに話しかけたのが交友の始まりだった。
- 1960年代、演奏中に興奮のあまり半ば暴徒と化した観客から投げ入れられた酒瓶が頭を直撃し、血を流して病院に搬送されている。この流血事件により公演は中止となった。
- ストーンズが所有していた車載スタジオ「モービル・ユニット」の発案者であり、管理者としてスタジオが他のバンドに貸し出される際には必ず同行していた。その流れで貸し出した先で行われるレコーディングに参加することが多く、代表的なものではレッド・ツェッペリンの『ロックン・ロール』やアルバム『フィジカル・グラフィティ』収録の『ブギー・ウィズ・ステュー』があり、曲名に含まれている「ステュー」は彼を指し、4枚目のアルバムセッション時に彼がピアノで参加し出来た曲である。
- ニッキー・ホプキンス曰く「スチュはブルースを弾かせれば右に出る者はいないほど優れたブルース・ピアニストだった。でも彼はブルース以外の音楽には興味を示さなかった」（1995年2月発売の「レコード・コレクターズ」に掲載されたニッキーへのインタビューより）。そのため、ストーンズがブルース以外の音楽スタイルを取り入れた楽曲ではスチュワート以外のピアニスト（ニッキーやビリー・プレストンなど）が参加することもあった（「ジャンピン・ジャック・フラッシュ」「ホット・スタッフ」など）。
- ゴルフ好きで、メンバーの夜遊びよりもゴルフを優先して町外れのコース付きホテルを勝手に予約したという逸話がある。
- スチュワート他界後の1989年、ロックの殿堂入り授賞式においてジャガーは、ストーンズ成功の功労者としてジョーンズとスチュワートの名を挙げた。ジャガーは「スチュのおかげでストーンズはブルースの道を踏み外さずにすんだ」と語った。
- ストーンズがデビューして以降、形としては準メンバーであったが事実上はメンバーだった。またスチュワートは、1960年代末期からバンドの運営と経営を担い始めたジャガーの業務を支え、ジョーンズの脱退後に加入したミック・テイラーやロン・ウッドよりも高い報酬を受け取っていた。

## ディスコグラフィ

### 主な参加アルバム
- ローリング・ストーンズについては
- レッド・ツェッペリン : 『レッド・ツェッペリン IV』 ※「ロックン・ロール」に参加
- レッド・ツェッペリン : 『フィジカル・グラフィティ』 ※「ブギー・ウィズ・ステュー」に参加
- ストレイ・キャッツ : 『ごーいんDOWN TOWN収録』 ※「フォード39年モデル」に参加